# بویی شیان فای
بویی شیان فای (به ویتنامی: Bùi Xuân Phái؛ اول سپتامبر ۱۹۲۰–۲۴ ژوئن ۱۹۸۸) یک نقاش اهل ویتنام بود. او به خاطر نقاشی‌های کوچه قدیمی هانوی مشهور است. او همچنین بازیگران و نوازندگان اپرای ویتنامی را نقاشی می‌کرد.

## زندگی
فای که بهتر از همه نقاشان مدرن ویتنامی شناخته شده‌است، هم به دلیل شخصیت هنری و هم از نظر اخلاقی مورد احترام و تحسین است. او اجازه تدریس در کالج هنرهای زیبا هانوی را در سال ۱۹۵۷ به دلیل حمایت از نهان وان افیر از جنبشی برای آزادی سیاسی و فرهنگی از دست داد و اجازه نداشت تا کار خود را در معرض نمایش عموم بگذارد تا یک نمایشگاه انفرادی در سال ۱۹۸۴ برپا کرد. با این حال، در سال ۱۹۹۶، او پس از مرگ، جایزه هو شی مین دریافت کرد. بویی شیان فای در سال ۱۹۸۸ در هانوی، محل تولدش درگذشت.

## بزرگداشت
۹۹مین سالگرد تولد فای در تاریخ ۱ سپتامبر ۲۰۱۹ با تغییر گوگل دودل در ویتنام مورد تقدیر قرار گرفت.

## نگارخانه

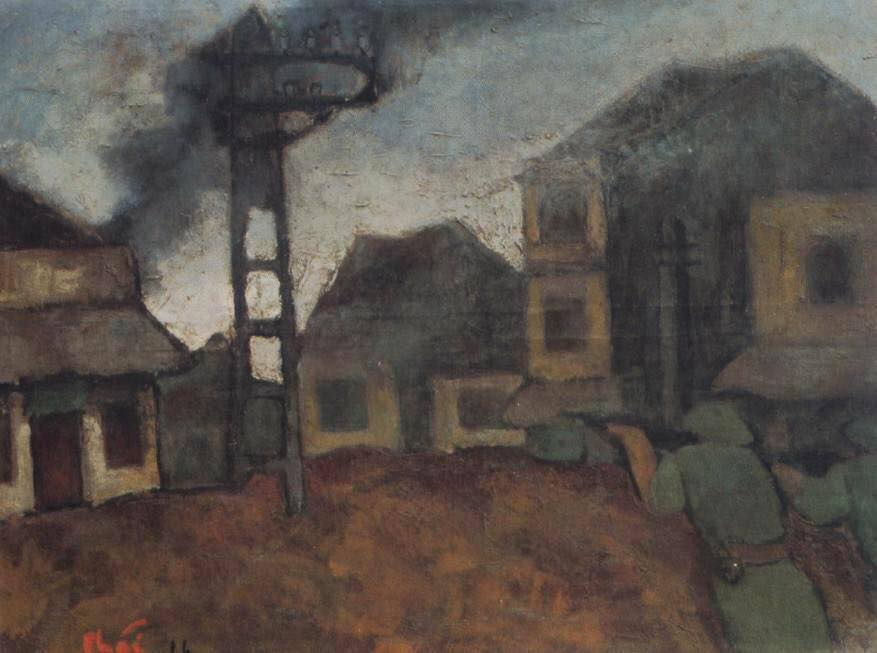
هانوی ۱۹۴۶
خیابان گنگ را بر روی کاغذ آویزان کنید